# Серафим (Коровин)

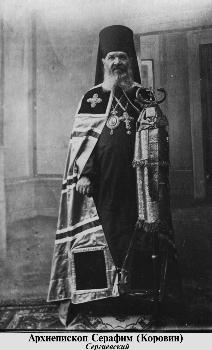
Епископ Серафим.

Епископ Серафим (в миру Александр Серапионович Коровин; 18 [30] ноября 1863, Жуковское, Тобольская губерния — 21 августа 1932, ГУЛАГ) — епископ Русской православной церкви, епископ Ялуторовский, викарий Тобольской епархии.

## Биография
Александр Коровин родился 18 (30) ноября 1863 года в семье пономаря в селе Жуковском Жуковской волости Туринского уезда Тобольской губернии Западно-Сибирского генерал-губернаторства, ныне село входит в Ленский сельсовет Туринского городского округа Свердловской области. Отец умер рано.
Окончил начальную школу в селе Жуковском в 1874 году.
В 1879 году окончил Тобольское духовное училище. 30 июня (12 июля)  1885 года — Тобольскую Духовную семинарию с аттестатом первого разряда.
15 (27) декабря 1885 года рукоположён во иерея. Служил в селе Шароховское Ялуторовского уезда Тобольской губернии. Перед рукоположением вступил в законный брак с купеческой дочерью Анной Петровной Шолутинской.
С 1888 по 1892 год служил в селе Фоминское Тюменского уезда Тобольской губернии. 9 (21) октября 1888 года назначен на должность помощника наблюдателя и члена-экзаменатора церковно-приходских школ 2-го благочиния Тюменского округа.
В 1892—1899 годы служил в Покровской (с 1895 года — Ильинской) церкви в Тюмени. 19 февраля (3 марта)  1893 года стал членом и секретарем Тюменского уездного отделения Тобольского епархиального училищного совета. 23 августа (4 сентября)  1896 года резолюцией Его Преосвященства и Тобольского епархиального училищного совета, утверждён уездным наблюдателем церковно-приходских школ и школ грамоты Тюменского округа. В апреле 1899 года перемещён в Курганский уезд.
В 1899—1919 годы служил в Троицком соборе в Кургане. Отец Александр был прекрасным преподавателем пения. Он составил «Практическое пособие» по преподаванию пения и издал тиражом 2000 экземпляров с разрешения Епархиально-училищного Совета от 8 июня 1904 года. Пособие было разослано по всем церковно-приходским школам епархии. Как миссионер был известен своей полемикой со старообрядцами, которых проживало в Курганском уезде довольно много.
В 1915 году распоряжением епархиального начальства перемещен на должность бесприходного наблюдателя церковно-приходских школ.
Летом 1917 года избран председателем Курганского уездного совета духовенства и мирян.
Осенью 1918 года утверждён благочинным градо-Курганских церквей.
В 1919 году эвакуировался в Красноярск, где служил делопроизводителем епархиального свечного завода (епархиального склада).
С октября 1920 по 1921 год — настоятель Вознесенско-Георгиевской церкви в Тюмени.
Овдовел. Стал насельником Тюменского Троицкого монастыря.
В 1921 году в Троицком монастыре в Тюмени пострижен в монашество с именем Серафим. Постриг совершил епископ Тюменский Иринарх (Синеоков-Андреевский). Через день после пострижения возведён в сан архимандрита.
В том же году назначен наместником Троицкого монастыря в Тюмени. Служил в монастыре до его ликвидации в 1923 году. За сопротивление при ликвидации обители вместе с другими монашествующими был арестован и три месяца находился в заключении. После своего освобождения был определён настоятелем Знаменского собора Тюмени.
В 1924 году на съезде благочинных, прошедшем в Ялуторовске, по другим показаниям, в селе Юргенское, избран викарным епископом Тобольской епархии.
В июне 1924 года в Москве рукоположён в сан епископа Ялуторовского, викария Тобольской епархии. Хиротонию возглавил Патриарх Тихон.
В 1924—1926 годы — временно управлял православными приходами Курганской епархии. По поручению Патриарха Тихона был одновременно управляющим Тюменским викариатством. Епископ Серафим подвергался в обновленческой печати нападкам и оскорблениям.
В 1926 году арестован Ялуторовским ОГПУ, отпущен.
В 1928 году арестован органами ОГПУ, отпущен.
Получал от митрополита Иосифа (Петровых) воззвание и предложение отказаться от митрополита Сергия Нижегородского и присоединиться к нему и другим, вставшим в оппозицию. Подобные предложения получал и от епископа Никольского Иерофея, что вызвало в нём колебание.
10 января 1930 года арестован. Осуждён по статьям 58-10, 58-11 УК РСФСР. Сослан в село Юм Коми-Пермяцкого национального округа. В 1931 году вернулся в Ялуторовск.
23 октября 1931 года арестован в Ялуторовске. Отправлен в Свердловскую тюрьму. Осуждён 14 мая 1932 года по обвинению в руководстве «к/р церковно-повстанческой организации „Союз спасения России“, на территории б. Ялуторовского, Тюменского, Курганского уездов лично проводил вербовку в организацию». Приговорён к 5 годам концлагерей. Признал себя виновным, что враждебно настроен к соввласти. 14 мая 1932 года особым совещанием при Коллегии ОГПУ, по статьям 58-3, 58-11 УК РСФСР, был приговорен к пяти годам ИТЛ считая срок со 2 декабря 1931 года.
По данным Мануила (Лемешевского) скончался 8 (21) августа 1932 года. Обстоятельства его смерти и место захоронения неизвестны.
Реабилитирован прокуратурой Тюменской области 12 января 1990 года.

## Награды
- Орден Святой Анны III степени, май 1910 года, к высокоторжественному дню рождения Его Императорского Величества[2]
- сан протоиерея, ко дню св. Пасхи, 1918 год
- Библия, 10 (23) апреля 1901 года, за особые труды, усердие и ревность по благоустройству местных [Курганского уезда] церковно-приходских школ, Святейший правительствующий синод
- Наперсный крест, 7 (20) апреля 1905 года, Святейший правительствующий синод
- Камилавка, ко дню рождения Его Императорского Величества, апрель 1900 года
- Скуфья, 18 (30) июля 1896 года, по вниманию к усердной и полезной деятельности, еп. Агафангел
- Набедренник, 4 (16) июня 1893 года, за усердно-полезную службу по духовному ведомству, епископ Иустин
- Архипастырская благодарность, 20 декабря 1891 года (1 января 1892 года), за усердное отношение к своим обязанностям законоучителя Фоминского сельского училища, епископ Иустин
- Архипастырская благодарность, 1892 год, за усердие в проповедовании слова Божия прихожанам, епископ Иустин
- архипастырская благодарность, 3 (16) февраля 1909 года, за полезное участи на краткосрочных педагогических курсах, бывших в 1908 г. при Введенской и Зырянской второклассных школах для учащих церковных школ Тобольской епархии, еп. Антоний

## Семья
Отец пономарь Серапион Коровин. Мать Ольга Симеоновна.
Жена — купеческая дочь Анна Петровна Шолутинская (?—1908, Курган).
Дочери:
- Александра (4 (16) ноября 1886 года, Шароховское — ?), училась в Петроградском гинекологическом институте, муж — служащий Николаевской железной дороги Плечев
- Агния (1 (13) декабря 1888 года, Фоминское — ?), муж — сын пермского чиновника, коллежский секретарь Константин Александрович Покровский.
- Лариса (26 марта (7 апреля)  1894 года, Тюмень — ?), после окончания Курганской женской гимназии стала учительницей Второго женского приходского училища, в замужестве Мальцева
- Елизавета (4 (16) сентября 1895 года, Тюмень — ?), работала в школе № 25 г. Тюмени с 1935 по 1956 гг., награждена орденами Ленина и Трудового Красного Знамени, в замужестве Марусина
- Мария (27 декабря 1900 года (9 января 1901 года), Курган — ?)
- Алевтина (3 (16) июня 1902 года, Курган — ?)
- Серафима (27 октября (9 ноября)  1906 года, Курган — ?).

К 1921 году все дочери выданы замуж.